# Holcoperla jacksoni
Holcoperla jacksoni är en bäcksländeart som beskrevs av Mclellan 1977. Holcoperla jacksoni ingår i släktet Holcoperla och familjen Gripopterygidae. Inga underarter finns listade i Catalogue of Life.